# Dos bojos amb sort
Dos bojos amb sort (títol original: Wayne's World) és una pel·lícula estatunidenca dirigida per Penelope Spheeris, estrenada l'any 1992. Ha estat doblada al català.

## Argument
Al suburbi de Chicago (Aurora, Illinois), Wayne Campbell i Garth Algar animen una emissió que emeten des del soterrani dels seus pares. Benjamin Kane, productor d'una cadena de televisió local, escolta per casualitat el seu programa i els contracta, en realitat per servir els interessos de màrqueting de Noah Vanderhoff, propietari de màquines recreatives. Paral·lelament a la « professionalització » de la seva emissió, Wayne coneix Cassandra, baixista d'un grup de hard rock, de qui s'enamora. Però haurà d'enfrontar-se a Benjamin, que també sembla interessat per la jove, i té a més les seves pròpies idees pel que fa a l'emissió…

## Repartiment
- Mike Myers: Wayne Campbell
- Dana Carvey: Garth Algar
- Rob Lowe: Benjamin Kane
- Tia Carrere: Cassandra Wong
- Brian Doyle-Murray: Noah Vanderhoff
- Lara Flynn Boyle: Stacy
- Michael DeLuise: Alan
- Dan Bell: Neil
- Lee Tergesen: Terry
- Kurt Fuller: Russell Finley
- Sean Gregory Sullivan: Phil
- Colleen Camp: Mme Vanderhoff
- Donna Dixon: la noia del somni
- Frederick Coffin: l'oficial Koharski
- Michael G. Hagerty: Davy
- Ed O'Neill: Glen

## Principals cameos
Diversos actors i personalitats fan cameos al film :
- Robert Patrick apareix en el seu paper de la T-1000 disfressat de policía del film Terminator 2: El Judici últim ;
- Meat Loaf encarna el guarda seguretat « Tiny » ;
- Alice Cooper i el seu grup apareixen en el seu propi paper ;
- Dana Strum (baxista del grup Slaughter) és el venedor de la botiga de música que impedeix Wayne tocar Stairway to Heaven;
- Penelope Spheeris, la directora, fa una aparició en el paper de la dona de la cabina en l'enregistrament del primer episodi.

## Al voltant de la pel·lícula

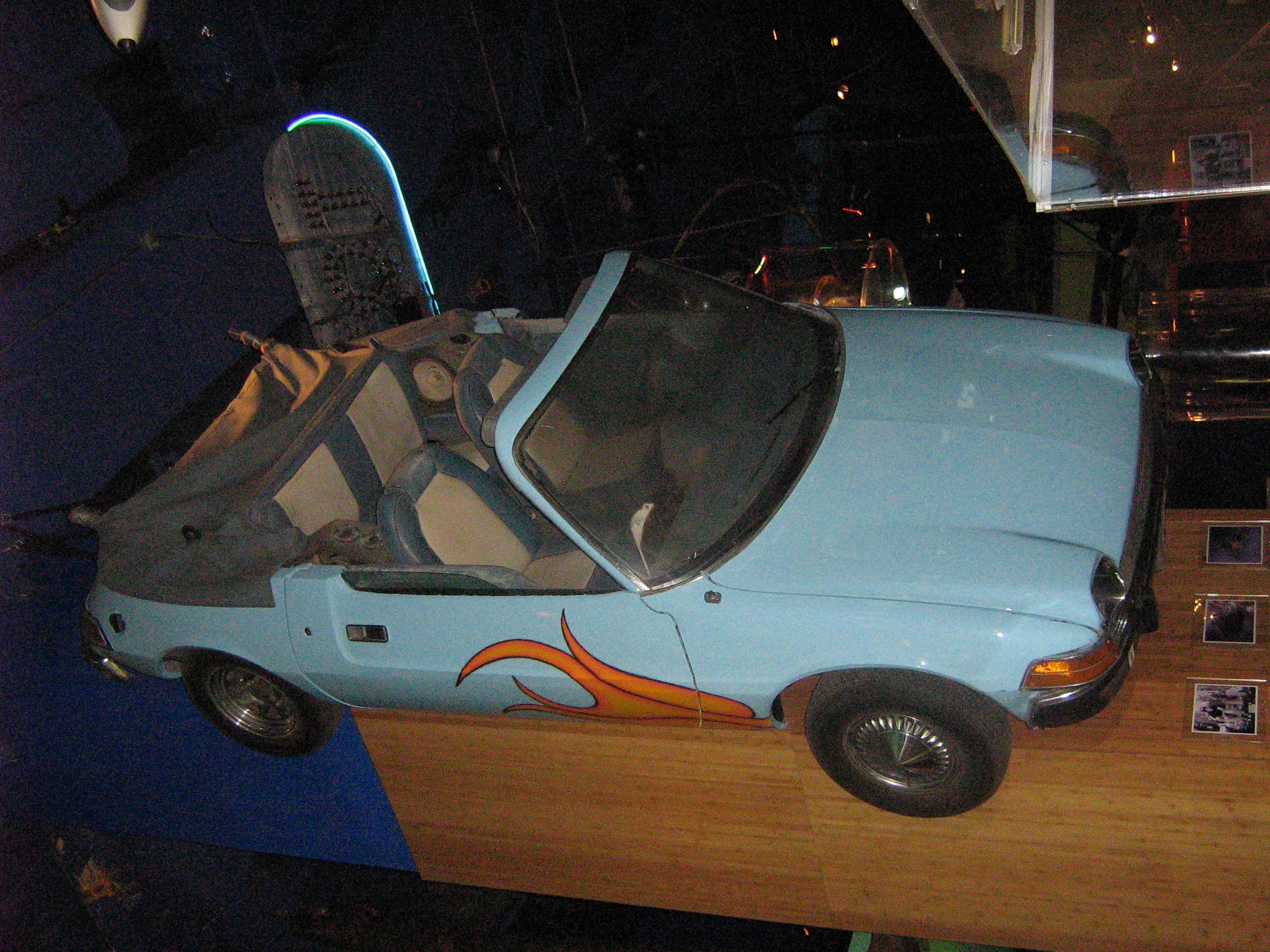
Garth condueix un AMC Pacer

- El rodatge es va desenvolupar a Aurora, Cerritos, Chicago, Covina, Los Angeles, Mesa, Scottsdale i West Covina.
- Al principi, Wayne's World és una seqüència de l'emissió de televisió Saturday Night Live.
- El film serà seguit l'any següent per Wayne's World 2, dirigit per Stephen Surjik.[3]
- En una escena del film, es pot veure en un segon pla un extret de la versió arcade del vídeojoc Sonic. El joc mostra ovnis flotant en un segon pla en una zona (Star Light Zona), que no existeixen en les versions en consoles (Sega Megadrive, Màster System, Game Gear).[3]
- L'estàtua de cotxes sobre una punxa geganta es deia Spindle i existia realment a Berwyn, a Illinois. Va ser desmantellat l'any 2008.[4]

## Rebuda
El film va tenir un important èxit comercial, informant aproximadament 183 milions de dòlars al box-office mundial, dels quals 121 a Amèrica del Nord, per un pressupost de 20 milions, cosa que situa en el 10è lloc del box-office mundial l'any 1992.
Va rebre una acollida critica favorable, recollint un 85 % de critiques positives, amb una nota mitjana de 6,8/10 sobre 46 critiques, en el lloc Rotten Tomatoes.

## Banda original
- Tema de Wayne's World, compost per Mike Myers i G.E. Smith
- Bohemian Rhapsody, interpretat per Queen
- Everything About You, interpretat per Ugly Kid Joe
- Romeo And Juliet - Fantasy Overture, compost per Piotr Ilitch Tchaïkovski i interpretat per l'Orquestra simfònica alemanya de Berlín
- Sound Off, compost per Willie Lee Duckworth
- Dream Weaver, interpretat per Gary Wright
- Fire (de Jimi Hendrix), interpretat per Tia Carrere
- Loud Love, interpretat per Soundgarden
- String Quartet In G, Opus 54, No.1 - Third Movement, interpretat per Aeolian Quartet
- Rock Candy, interpretat per BulletBoys
- Loving Your Lovin, interpretat per Eric Clapton
- Touch Me, interpretat per Tia Carrere
- Blue Hawaii, compost per Leo Robin i Ralph Rainger
- Hot And Bothered, interpretat per Cinderella
- Tema de Star Trek, compost per Alexander Courage
- Sikamikanico, interpretat per Red Hot Xile Peppers (és el mini-CD que Wayne introdueix al seu lector quan és al cotxe amb Cassandra)
- Mickey, compost per Nicolas Chinn i Michael Chapman
- Cold Chills, interpretat per Kix
- Foxy Lady, interpretat per Jimi Hendrix
- All Night Thing, interpretat per Temple of the Dog
- Happy Birthday To You, compost per Mildred J. Hill i Patty S. Hill
- Arruga With Yourself, interpretat per Rhino Bucket
- Why You Wanna Break My Heart, interpretat per Tia Carrere
- Feed My Frankenstein, interpretat per Alice Cooper
- Making Our Dreams Come True, compost per Norman Gimbel i Charles Fox
- The Murder, compost per Bernard Herrmann
- Time Machine, interpretat per Black Sabbath
- Tema de Mission: Impossible, compost per Lalo Schifrin
- Tema de Wayne's World, compost per Mike Myers i G.E. Smith
- Ballroom Blitz, interpretat per Tia Carrere

## Premis i nominacions
- Premi al millor duo per Mike Myers i Dana Carvey, i nominació al premi a la millor actuació còmica per Mike Myers i Dana Carvey i a la dona més desitjable per Tia Carrere, en els premis MTV Movie 1992.
- Premi a la millor banda original de film, en els premis Brit Awards 1993.